# André Diniz

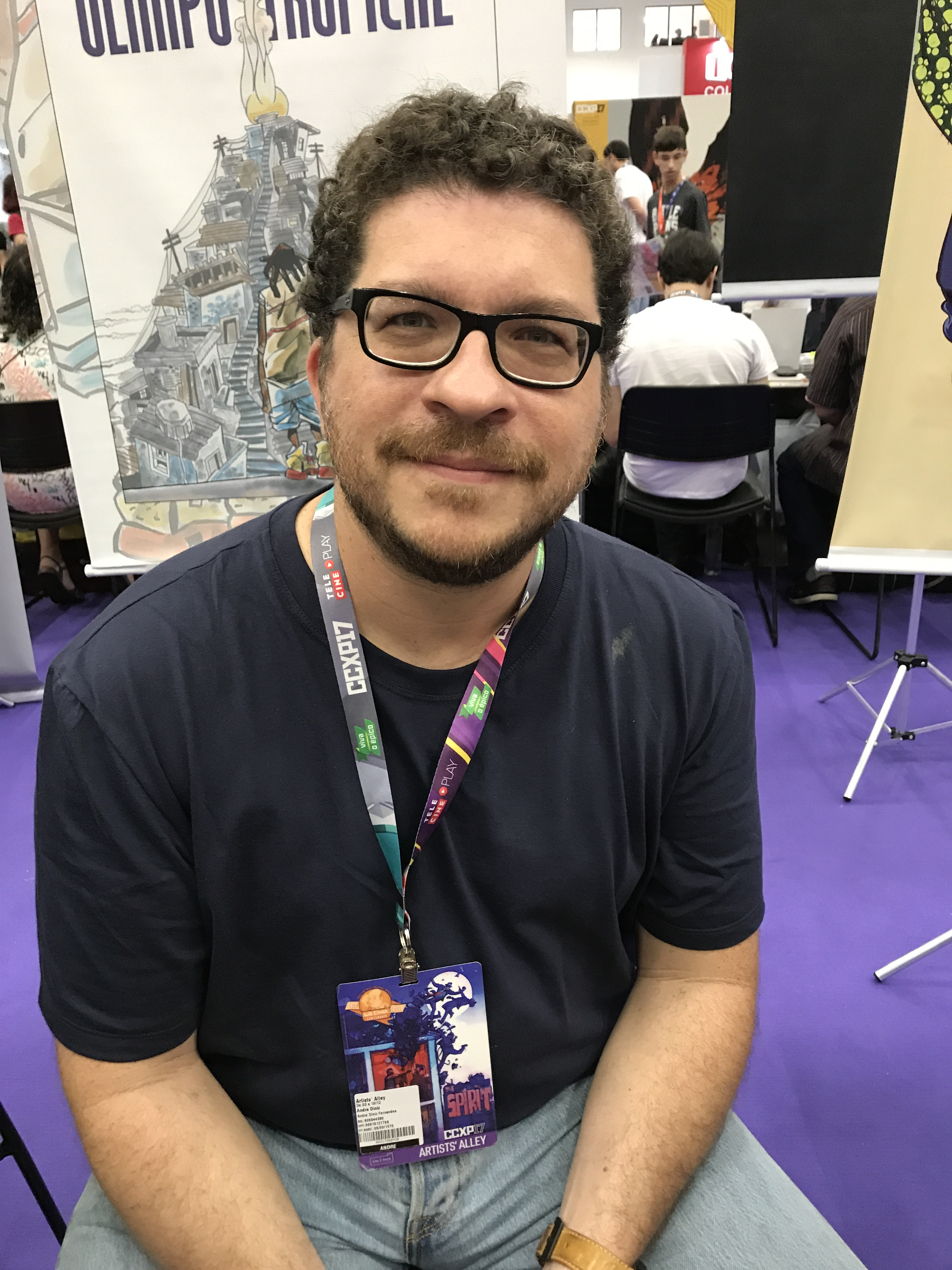
André Diniz auf der Comic Con Experience 2017

André Diniz (* 5. September 1975 in Rio de Janeiro) ist ein brasilianischer Comiczeichner.
Er gewann seit 2001 mehrfach den Troféu HQ Mix, den wichtigsten brasilianischen Comicpreis, in den Kategorien „Bester Schriftsteller“ und „Bester Verlag “(mit seinem unabhängigen Verlag Nona Arte). Eines der prominentesten Werke von Diniz ist die Graphic Novel Morro da Favela, die die Geschichte des brasilianischen Fotografen Maurício Horta erzählt, der in Morro da Providência, einer der ältesten Favelas von Rio de Janeiro, geboren und aufgewachsen ist. Diese Graphic Novel gewann den Troféu HQ Mix 2012 als „Beste Sonderausgabe“ und wurde auch in Portugal, Großbritannien (als Picture a Favela) und Frankreich (als Photo de la Favela) veröffentlicht. 
Im Jahr 2018 veröffentlichte Diniz eine Comic-Adaption für Der Idiot von Fjodor Dostojewski und die Graphic Novel Olimpo Tropical (mit Laudo Ferreira Jr.), die beide in Brasilien und Portugal erschienen.